# Lee Bontecou
Lee Bontecou (* 15. Januar 1931 in Providence, Rhode Island; † 8. November 2022 in Florida) war eine US-amerikanische Künstlerin, die für ihre aus Alltagsgegenständen und Industriematerialien gefertigten Skulpturen bekannt wurde.

## Leben und künstlerische Ausbildung
Lee Bontecou wuchs in New York City und Nova Scotia auf. Sie studierte zwischen 1952 und 1956 an der Art Students League of New York in New York City, wo sie 1954 und 1955 ein Stipendium erhielt. Den Sommer des Jahres 1954 verbrachte sie an der Skowhegan School of Painting and Sculpture im US-Bundesstaat Maine. Nachdem sie ihr Studium beendet hatte, erhielt sie ein Stipendium über das Fulbright-Programm, was es ihr ermöglichte, in Rom weiter zu studieren, wo sie bis zu ihrer Rückkehr nach New York im Jahr 1958 lebte. Ihren Ehemann William Giles heiratet sie 1965 und zwischen 1970 und 1991 hatte sie eine Professur am Art Department des Brooklyn College inne.

## Karriere als Künstlerin
Ihre erste Einzelausstellung hatte Lee Bontecou 1959 und ein Jahr später stellte der berühmte Galerist Leo Castelli ihre Werke aus. Ihre Plastiken waren meist aggressiv anmutende Relief-Skulpturen aus Industriematerialien, beispielsweise aus Teilen von Förderbändern oder Flugzeugteilen. Charakteristisch für diese maschinenartigen Kunstwerke waren herausragende Spitzen und klaffende Löcher, die beim Betrachter Assoziationen von offenen Mündern oder Vaginen hervorriefen. Neben den Skulpturen stellte Bontecou stets auch Zeichnungen aus, teilweise auch eine Kombination aus beidem. Eines ihrer Hauptwerke trägt den Titel seines Erscheinungsjahres – 1964. Dafür gestaltete sie ein Wandrelief für das New York State Theatre, für das sie unter anderem die Plexiglaskuppel eines Bombers aus dem Zweiten Weltkrieg verwendete. Das gesamte Relief hatte nachher eine Größe von mehr als sechs Metern. 1966 erhielt sie den ersten Preis von der American Academy of Arts and Letters.
Etwa zeitgleich mit der Geburt ihrer Tochter änderte sich gegen Ende der 1960er der Stil ihrer Werke, die jetzt weniger aggressiv und düster wirkten. Vielmehr waren es meist aus Kunststoff geschaffene Plastiken, die den Formen von Blumen nachempfunden waren. Diese neue Richtung in ihrer Kunst konnte die Publikumserwartungen nicht erfüllen und während der folgenden Jahrzehnte konnte Bontecou nicht mehr an frühere Erfolge anknüpfen. 2004 wurde Lee Bontecou zum Mitglied (NA) der National Academy of Design sowie der American Academy of Arts and Letters gewählt; 2007 wurde sie in die American Academy of Arts and Sciences aufgenommen. Sie lebte in Orbisonia im US-Bundesstaat Pennsylvania und zuletzt in Florida.

## Kollektionen (Auswahl)
- Museum of Contemporary Art in Chicago
- Museum of Modern Art in New York City
- National Gallery of Art in Washington, D.C.
- Walker Art Center in Minneapolis

## Ausstellungen (Auswahl)
- 1960: Museum of Modern Art, New York
- 1961: Museu de Arte de São Paulo
- 1961: Whitney Museum of American Art, New York
- 1964: documenta III, Kassel
- 1967: Art Institute of Chicago
- 1968: Städtisches Museum im Schloss Morsbroich in Leverkusen, Haus am Waldsee in Berlin (Deutsche Gesellschaft für Bildende Kunst)
- 1968: Museum Boijmans Van Beuningen in Rotterdam
- 1969: Ateneum in Helsinki
- 1972: Museum of Contemporary Art in Chicago
- 1980: Kunsthaus Zürich
- 1984: Whitney Museum of American Art, New York
- 1993: Museum of Contemporary Art, Los Angeles
- 1996: Museum of Fine Arts, Houston, Texas
- 2001: Daniel Weinberg Gallery, Los Angeles
- 2005: Wexner Center for the Arts, Ohio State University in Columbus, Ohio
- 2007–2008: Bowdoin College Museum of Art in Brunswick, Maine